# ويليام ييتس
ويليام ييتس (بالإنجليزية: William Yates)‏ (1883 ببرمنغهام في المملكة المتحدة - ) هو لاعب كرة قدم بريطاني في مركز مهاجم داخلي. لعب مع أستون فيلا ومانشستر يونايتد.